# Chełm Wąskotorowy
Chełm Wąskotorowy – nieistniejąca wąskotorowa stacja kolejowa w mieście Chełm, w województwie lubelskim, w Polsce. Obecnie po stacji nie pozostał żaden ślad.
Dworzec początkowy na linii kolejowej do Biłgoraja zbudowanej w 1914 roku przez Rosjan, która prowadziła przez Siennicę, Krasnystaw, Wólkę Orłowską, Wierzbę, Sitaniec, Ploskie, Obrocz, Zwierzyniec i Tereszpol. W wyniku ofensywy wojsk niemiecko-austriackich w lipcu 1915 roku wycofujące się wojska rosyjskie kolejkę zniszczyły. W 1916 roku wojska austriackie wykorzystały część tej trasy budując linię wąskotorową z Bełżca do Trawnik, a następnie odnogę Kolei Nadwiślańskiej z Rejowca do Bełżca, już jako normalnotorową.